# Deutsches Auswandererhaus
Deutsches Auswandererhaus je muzeum v Bremerhavenu v německé spolkové zemi Svobodné hanzovní město Brémy. Věnuje se především německému vystěhovalectví do Ameriky (především do Spojených států) v 18.–20. století. Bylo otevřeno v roce 2005. V roce 2012 byla budova rozšířena a expozice se nyní věnuje i problematice přistěhovalectví, přičemž hlavní důraz je věnován 60. a 70. létům 20. století. Jedná se o jediné muzeum v Německu, věnující se otázkám migrace. V roce 2007 bylo oceněno cenou Evropské muzeum roku.

## Expozice

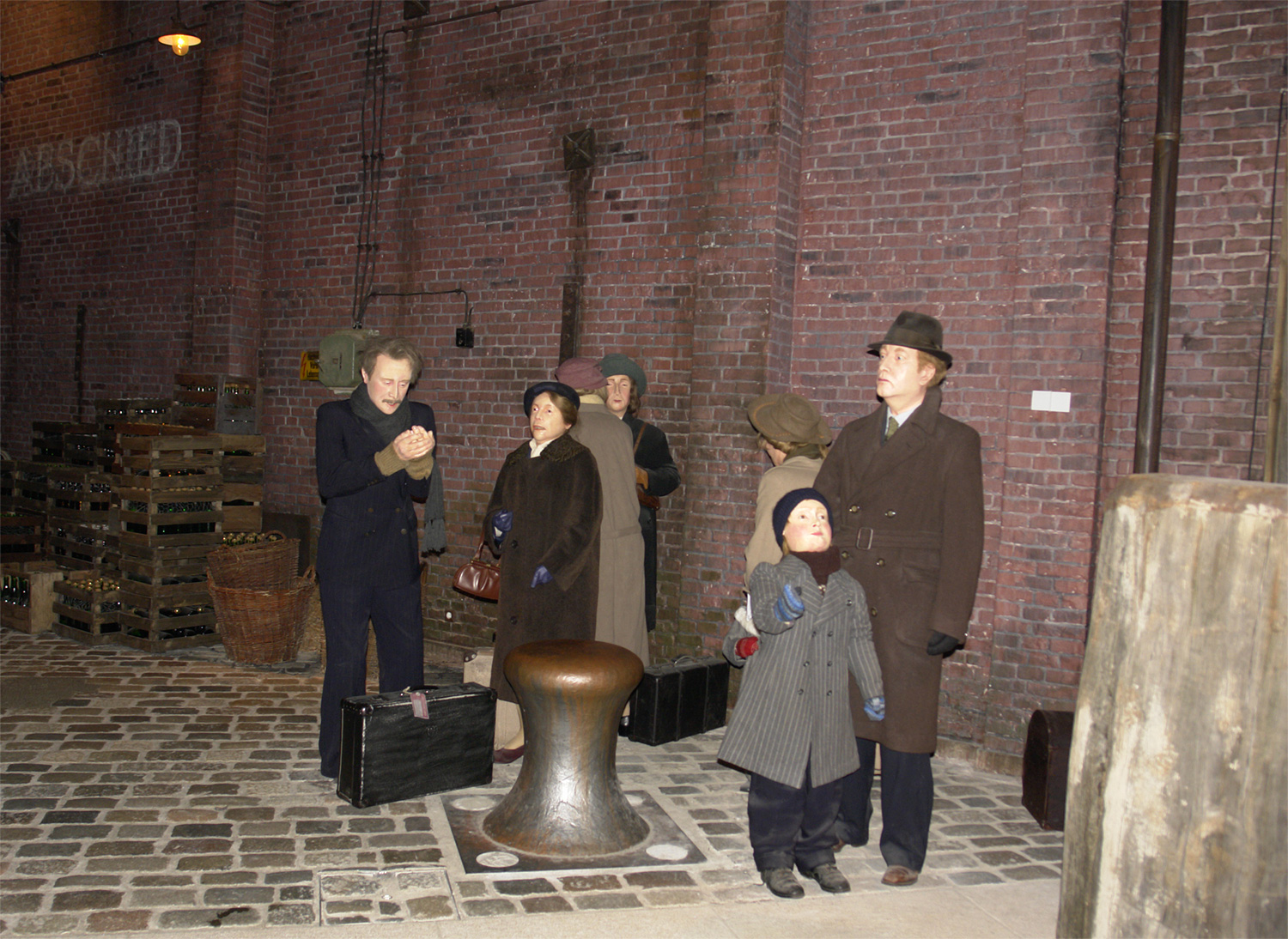
V přístavu
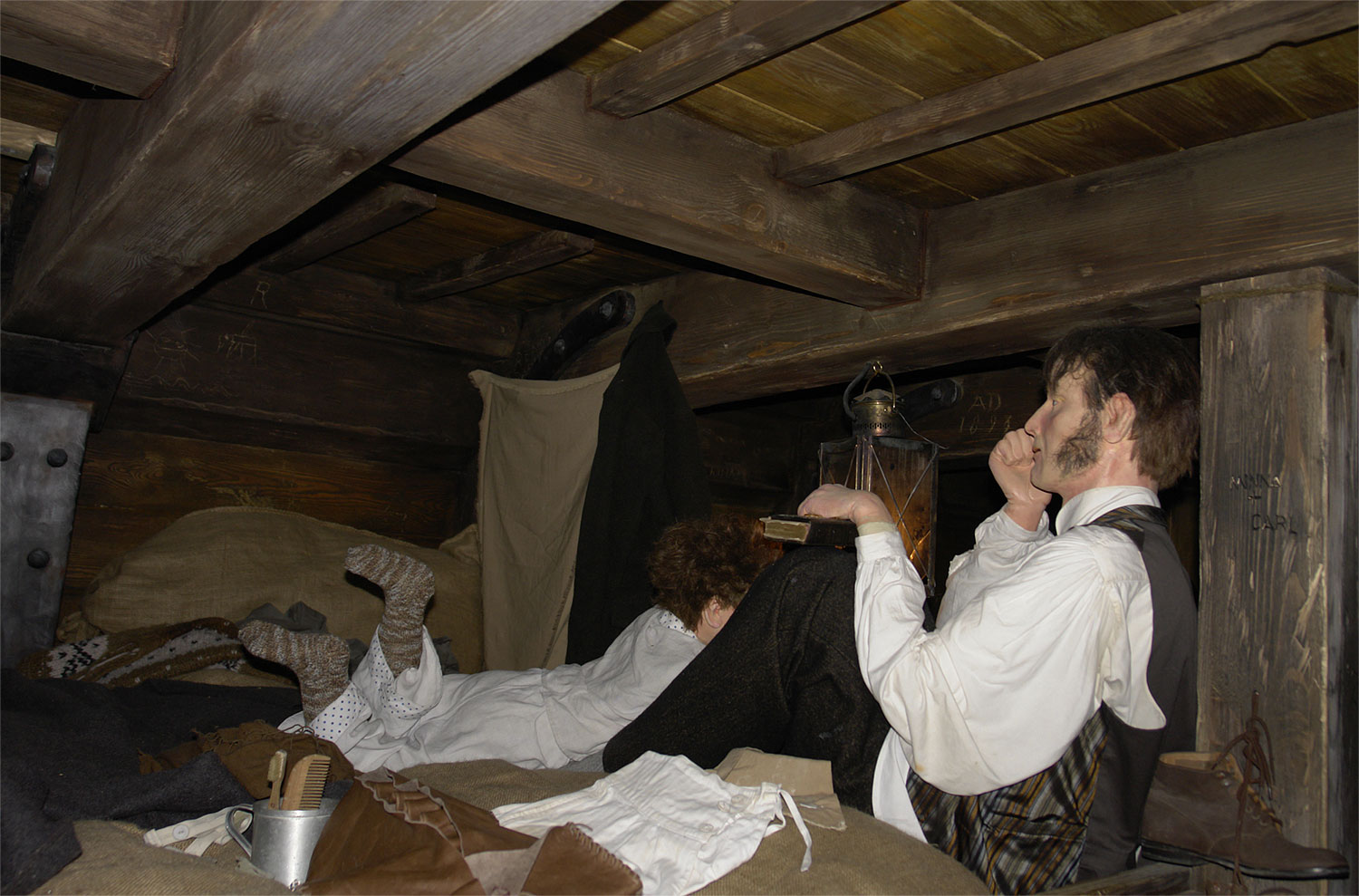
Kajuta 3. třídy z roku 1854
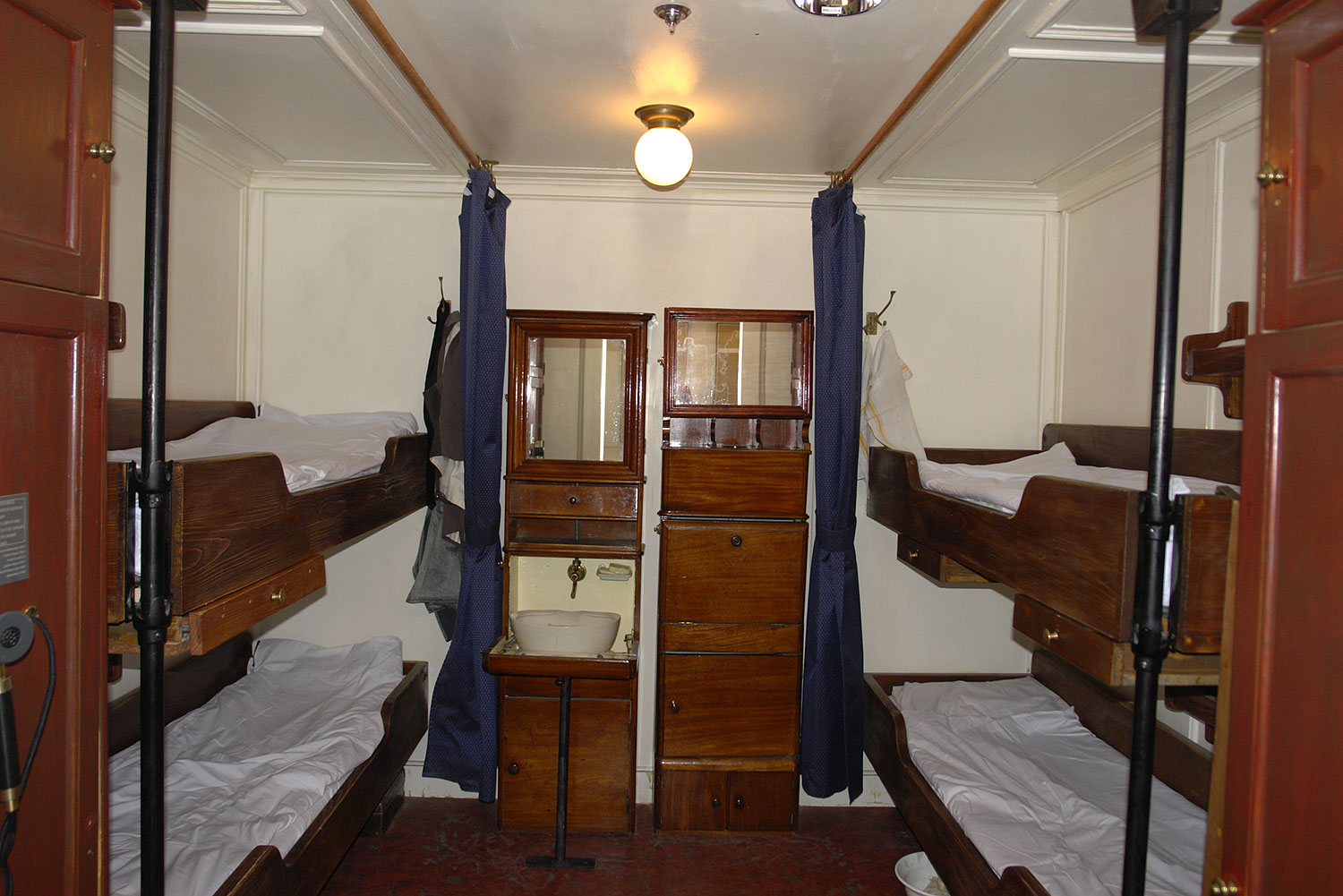
Kajuta 3. třídy z roku 1929
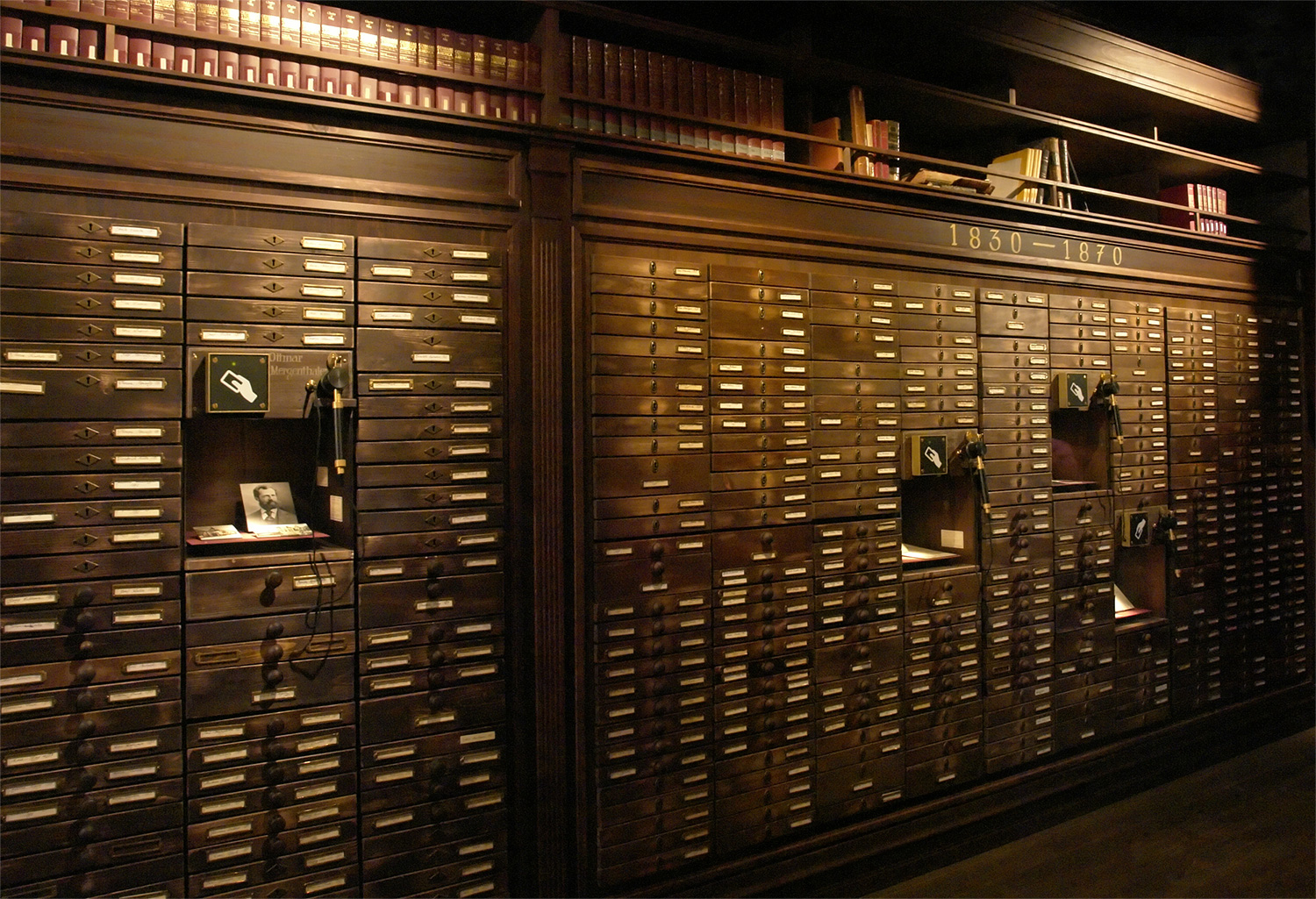
Galerie 7 milionů